# Belleville-et-Châtillon-sur-Bar

Belleville-et-Châtillon-sur-Bar este o comună în departamentul Ardennes din nordul Franței. În 1 ianuarie 2022 avea o populație de 241 de locuitori.